# Nitrurazione
La nitrurazione è un processo industriale di indurimento superficiale degli acciai.
Il procedimento consiste nel portare l'acciaio a 520-545 °C circa, mantenendo tale temperatura, relativamente bassa rispetto ad altri trattamenti termici, ma per un tempo maggiore, allo scopo di introdurvi azoto atomico, il quale viene assorbito dalla ferrite superficiale del metallo e forma nitruri, prevalentemente Fe4N, molto duri e che distorcono il reticolo cristallino. Il meccanismo di rafforzamento ed indurimento che quindi interviene è quello di Orowan.
Lo spessore dello strato indurito è minore di quello ottenuto per carbocementazione, ma in compenso la sua durezza, che varia a seconda della composizione dell'acciaio, può (con certi tipi di acciaio) raggiungere 1200 HV e rimane stabile fino a temperature di 600-755 °C.
Non è possibile utilizzare l'azoto molecolare, per la dimensione molecolare relativamente grande, per cui si utilizza l'azoto atomico ottenuto dalla dissociazione termica dell'ammoniaca o dalla diffusione da bagni di sale. In tali condizioni la diffusione dell'azoto atomico nell'acciaio e l'assorbimento dalla ferrite hanno tempi ragionevoli.
Vantaggi:
- durezza superficiale e resistenza all'usura;
- stabilità al rinvenimento e quindi durezza a caldo;
- resistenza alla fatica e agli intagli;
- resistenza alla corrosione, (i nitruri conferiscono sensibile "inossidabilità" superficiale).
- stabilità dimensionale.
- i pezzi possono essere sottoposti al trattamento completamente finiti perché il processo, avvenendo a minore temperatura, provoca minime tensioni, deformazioni ed alterazioni superficiali.
- il procedimento (pur se costoso) è unico e finale, cioè il trattamento conferisce direttamente la durezza, non sono necessari ulteriori trattamenti. Tale fatto è importante soprattutto nella valutazione generale dei costi.

Considerato il costo piuttosto elevato, si nitrurano solo acciai dove il risultato sia tale da compensare la spesa: quindi quelli contenenti cromo, molibdeno e alluminio (< 1%), che formano nitruri più efficaci di quelli di ferro. Si preferiscono inoltre acciai bonificati perché è necessaria tenacità al cuore del pezzo e perché la struttura finale creata con la bonifica facilita la diffusione dell'azoto. Ne sono esempi il 41CrAlMo7 e il 42CrMo4.
Utilizzi più frequenti: calibri, riscontri, ingranaggi di precisione, fasce elastiche, alberi a camme e a gomiti per la nitrurazione in fase gassosa; utensili di acciaio rapido a profilo costante (creatori, maschi, pettini, punte), acciai inossidabili o per valvole austenitici, alcuni acciai per stampi per la nitrurazione in bagno di sale.

Si sconsiglia di nitrurare pezzi sottoposti a elevata compressione.

## Nitrurazione in fase gassosa
La dissociazione termica dell'ammoniaca, catalizzata dall'acciaio, produce:

2NH3 {\displaystyle \rightleftarrows } 2N + 3H2

quindi azoto atomico che diffonde nel ferro.
Superati i limiti di solubilità dell'azoto nel ferro, l'azoto atomico si lega agli atomi di ferro originando nitruri .
Il primo nitruro che si forma quello a minor contenuto di azoto Fe4N, con cella cubica a facce centrate, contenente al suo interno l'atomo di azoto, mentre nelle altre posizioni reticolari sono presenti atomi di ferro. All'aumentare del tenore di azoto assorbito si forma il nitruro Fe2N, che però non conferisce la durezza fornita da Fe4N.
La durezza e la profondità dello strato sono legate alle variabili che regolano tale processo, quindi:
- composizione dell'acciaio;
- Potenziale nitrurante (legato al grado di dissociazione dell'ammoniaca);
- temperatura di trattamento (influenza il grado di dissociazione);
- tempo di permanenza.

Il Potenziale Nitrurante Np (grado di dissociazione dell'ammoniaca) influenza lo spessore e la morfologia della coltre bianca (strato di Fe2N e Fe4N) presente sulla superficie del pezzo; tale strato cede l'azoto all'acciaio sottostante per generare la diffusione dell'azoto nella matrice metallica.  Lo strato di coltre bianca può essere eliminato con la rettifica; altrimenti, con l'introduzione di una fase a potenziale nitrurante ridotto (si aumenta il grado di dissociazione) prima della fine del processo si può ridurre o eliminare totalmente la coltre bianca.
Affinché il trattamento abbia effetto, il trattamento di dissociazione deve essere eseguito in un fornetto dissociatore, in modo tale che all'inizio del processo di nitrurazione la percentuale delle componenti sia quella voluta. Infatti dal rapporto tra ammoniaca e idrogeno molecolare presente durante il trattamento si stabilisce quanto azoto atomico si dovrà originare, attraverso lo spostamento a destra o a sinistra della reazione 
2NH3 {\displaystyle \rightleftarrows } 2N + 3H2; questo influisce notevolmente sia sui composti formati, sia sullo spessore e durezza dello strato superficiale.

## Storia
In epoca medievale un antenato della nitrurazione era una tempra seguita da un bagno in urina di cavallo, ricca di ammoniaca.